# Third mesopleuro-third axillary sclerite of fore wing muscle
Third mesopleuro-third axillary sclerite of fore wing muscle, mięsień pl2-3ax2c, posterior mesopleuro-third axillary sclerite of fore wing muscle – mięsień tułowia niektórych owadów.
Mięsień śródplecza stwierdzony u błonkówek. Jeden z mięśni wchodzących w skład grupy "trzecich mięśni pachowych przednich skrzydeł" (ang. fore wing third axillary muscle). Wychodzi z tylno-bocznej części mesopleuronu. Łączy go z "trzecim sklerytem pachowym" (ang. third axillary sclerite).